# NGC 6074/1
NGC 6074/1 је спирална галаксија у сазвежђу Херкул која се налази на NGC листи објеката дубоког неба.
Деклинација објекта је + 14° 15' 31" а ректасцензија 16h 11m 17,3s. Привидна величина (магнитуда) објекта NGC 6074 износи 14,5 а фотографска магнитуда 15,3. NGC 60741 је још познат и под ознакама MCG 2-41-15, CGCG 79-75, PGC 57419.